# Phasmahyla
Phasmahyla is een geslacht van kikkers uit de familie Phyllomedusidae. De groep werd lange tijd tot de familie boomkikkers (Hylidae) gerekend. De groep werd voor het eerst wetenschappelijk beschreven door Carlos Alberto Gonçalves da Cruz in 1991.
Er zijn zeven soorten, inclusief de pas in 2008 erkende soorten Phasmahyla spectabilis en Phasmahyla timbo en de in 2009 wetenschappelijk beschreven Phasmahyla cruzi. Alle soorten komen endemisch voor in zuidoostelijk Brazilië.

## Soorten
Geslacht Phasmahyla
- Soort Phasmahyla cochranae
- Soort Phasmahyla cruzi
- Soort Phasmahyla exilis
- Soort Phasmahyla guttata
- Soort Phasmahyla jandaia
- Soort Phasmahyla spectabilis
- Soort Phasmahyla timbo

Agalychnis · 
Callimedusa · 
Cruziohyla · 
Hylomantis · 
Phasmahyla · 
Phrynomedusa · 
Phyllomedusa · 
Pithecopus